# Higurasi Kagome
Higurasi Kagome (日暮かごめ; Hepburn: Kagome Higurashi) kitalált szereplő Takahasi Rumiko InuYasha című manga- és animesorozatában. Ő a történet női főhőse és elbeszélője. A hétköznapokban csak egy átlagos, tokiói középiskolás lány, aki a tizenötödik születésnapján egy százlábú démonnak köszönhetően beleesik a családi szentélyüknél található kútba, és a szengoku korabeli, feudális Japánban találja magát.
Az ő testéből kerül elő a Sikon no Tama, a hatalmas erővel bíró Négy Lélek Ékköve, melynek megszerzéséért évszázadokon át véres harcok folytak. Itt találkozik a Kikjó által a Szent Fához (Gosinboku) szegezett fiúval, Inujasával. Kagome hangja (a mangában az illata) felébreszti az ötven éve alvó félszellemet. Hogy megmeneküljön az ékkőre vadászó százlábútól, kihúzza Inujasa mellkasából a nyilat, s mikor azt hinné, hős megmentőjére akadt, a félszellem Kagoméra támad. Kagome véletlenül szilánkokra töri a Négy Lélek Ékkövét, melynek darabjai szétszóródnak a kontinensen. Mivel Kagome látja és messziről is érzékelni tudja az ékkőszilánkok jelenlétét, de egyedül képtelen megvédeni magát egy szellemektől hemzsegő világban, ezért kénytelen összefogni Inujasával, hogy együtt összegyűjtsék a szilánkokat, mielőtt azok rossz kezekbe kerülnének.
Kagome megjelenik még a manga- és animesorozatokon kívül az InuYasha alapján készült videojátékokban és animációs filmekben is. Népszerűségének köszönhetően számos őt mintázó reklámtermék került piacra, a plüssfiguráktól kezdve a kulcstartókon át az ágyneműig.

## A szereplő megalkotása és az alapelgondolás
Takahasi Rumiko készített egy művészeti albumot, amely 2005-ben jelent meg Japánban és az Egyesült Államokban The Art of Inuyasha címmel. Ez a könyv a rajzok és képek mellett interjúkat is tartalmaz a készítőkkel, szinkronhangokkal és magával a mangakával is.
A szinkronhangokkal készített interjúból kiderül, hogy Hidaka Noriko, aki Takahasi Rumiko korábbi munkája, a Ranma ½ főhősnőjének, Tendó Akanénak, és a mostani munkájában Kikjónak a hangját adta, valójában először Kagome szerepére jelentkezett. Mivel semmit sem tudott a karakterről, betért az első könyvesboltba, és belelapozott a manga egyik kötetébe. Bár lenyűgözte Kagome karaktere és el akarta őt játszani, folyton Akanéhoz hasonlította. A szeijú azt nyilatkozta, a meghallgatás alatt végig déjà vu érzése volt. Később felajánlottak neki egy másik szerepet, Kikjóét.
Az is kiderül az interjúból, hogy a forgatások alatt az Inujasát alakító szinkronszínész, aki a Ranma ½ című anime főhősének, Ranmának a hangját is adta, Jamagucsi Kappei, folyton Akanénak szólította a Kagomét alakító Jukino Szacukit. Kappei szerint a fejmosás, amit ezért kapott, úgy hangzott, mint az InuYasa első részében Kagome kifakadása: „Az én nevem nem Akane, hanem Kagome! Ka-go-me!”
Míg Jamagucsi Kappei és Hidaka Noriko sokat gondolkodott a karakterén, addig Jukino Szacuki azt nyilatkozta, ő nem agyal Kagomén, inkább bízik abban, hogy eltalálja a megfelelő érzelmet, amikor őt játssza (Jamagucsi és Hidaka korábban már dolgoztak együtt Takahasival a Ranma ½ című anime felvétele kapcsán, Jukinónak azonban ez az első Takahasi-munkája). Bízik a többi színész tapasztalatában, akik segítenek neki, így nem hibázhat nagyot. Jukino azt is elmondta, hogy még csiszolnia kell az aranyos sikításán.
A szeijúk kérésére Takahasi Rumiko elárulta, hogy nagyon sokat kellett gondolkodnia, mire kitalálta a Kagome nevet. Mindent lejegyzett, ami eszébe jutott, és a Kagomét aranyosnak találta. Az interjúban nevetve mesélte, hogy szereti a „me”-re végződő neveket, így lett végül a főhősnőből Kagome. Kagome neve szó szerinti fordításban „szőtt bambusz mintát” jelent. Úgy tűnik, ez a név a Jin-jang elvéből származik, de mivel Kagome hiraganával írja a nevét kandzsi helyett, így nehéz értelmezni. A Higurasi a „nap” (日 hi) és a „megél” (暮 kurasi, zöngésedve gurasi) kandzsijából áll, ami egy átlagos családnév Japánban.
Egy másik interjúban Takahasi azt is elmondta, hogy a manga rajzolásának egyik legemlékezetesebb szegmense a 18. kötet azon jelenete volt, amikor Kagome sír, mert rájön, hogy szerelmes Inujasába. De kiemelte még a 11. kötetet, amelyben Miroku tenyere megsérül, a Sicsinintai, avagy a 7 zsoldos történetszálát, valamint az utolsó fejezetet is.

## A szereplő ismertetése

### Múltja
Kagome 1982-ben született Tokióban. Az apja meghalt egy balesetben, ezek után anyjával és öccsével, Szótával az apai nagyapjukhoz költöztek, aki egy régi szentélyre felügyel. A nagyapa magányos volt a fia halála után, ezért szeretett volna együtt élni az unokáival. Mindezt a Sószecu Inujasából (小説犬夜叉; Hepburn: Shousetsu InuYasha) tudjuk, ami a manga elejének regénybe foglalt változata, és a Higurasi család történetét mutatja be. A regényt Konparu Tomoko írta és Takahasi Rumiko illusztrálta.
Kagome nagyapja gondoskodik a szentély területén álló Gosinbokuról, az 500 éves Szent Fáról, valamint egy lezárt, ősi kútról is, mely tiltott hely a gyerekek számára. A nagyapa számtalan történetet mesélt a lánynak szellemekről, a Négy Lélek Ékkövéről, Kagome azonban nem hitt bennük, így nem is nagyon figyelt oda rájuk, míg tizenötödik születésnapján bele nem esik a Csontok Kútjába.

### Személyisége

Higurasi Kagome az InuYasha 1. epizódjában (eredeti sugárzás: 2000. október 16.)

„Kezdetben a legkisebb figyelmet sem fordította nagyapja meséire. A régi talizmánokat és az egyéb varázstárgyakat haszontalan holmikként kezelte, amik rendszerint a macskája, Bujo mancsai közt végezték. Azonban saját bőrén is megtapasztalta a régi világ életvitelét, amikor egyszerre csak megelevenedtek előtte a mesék és a legendák.”
A történet 1997-ben kezdődik. Kagome, mint Kikjó papnő reinkarnációjak, nem csak külsőleg hasonlít a nagy erejű papnőre, hanem a testében őrzi a Négy Lélek Ékkövét is, amit Kikjó maradványaival együtt, évszázadokkal korábban elégettek. Kagome erről mit sem sejt, egészen 15. születésnapjáig, amikor a lány macskája, Bujó, lesettenkedik a kis szentélyben álló, lezárt kúthoz. Szóta nem mer lemenni utána, így Kagoméra hárul a feladat, hogy visszahozza. A testében lévő Ékkő azonban életre kelt egy, a kútban szunnyadó, százlábú démont, aki a kutat feltörve magával rántja Kagomét a feudális Japánba. Kagome a kútból kimászva idegen világban találja magát, azonban a Szent Fát megpillantva megsejti a hazafelé vezető utat, így arra indul. Ekkor találkozik először a Gosinbokuhoz szegett Inujasával, akit ötven éve mély álomba merített Kikjó papnő szent nyila.
Kagome kezdi megérteni, hogy a szengoku korba került, mikor a közeli faluban élő harcosok elfogják, s megjegyzést tesznek iskolai egyenruhájára. A falu bölcse, Kaede anyó felismeri ötven éve elhunyt nővérét, Kikjót a lányban. Nem csak ő, hanem Inujasa is a papnőt látja benne, amikor bátorságát és önzetlenségét bizonyítva a kút felé csalja a falura támadó százlábú démont, hogy megóvja a falusiakat. Kagome spirituális ereje már ekkor megmutatkozik: megérzi Inujasa erdejében a gonosz aurát, érintésétől darabokra szakad a százlábú démonnő, illata felébreszti Inujasát mély álmából, s a túlélés érdekében a lány képes megtörni a rajta ülő átkot. Innentől kezdve kulcsfontosságú a szerepe a történetben: mint Kikjó, a falu és a Sikon no Tama egykori védelmezőjének reinkarnációja, neki kell megóvnia mostantól az ékkövet minden olyan démontól és embertől, mely meg akarja kaparintani; többek közt Inujasától is.
Kagome, mint a legtöbb Takahasi-hősnő, kedves és jó szívű lány; sértegetései és ellenséges viselkedése ellenére megpróbál barátságot kötni a mogorva félszellemmel. Hősnői feladataiban eleinte elég ügyetlen: nem tud jól célozni az íjjal, a hazautat keresve áldozatául esik egy rablóbandának, később pedig egy holló szellem ellopja tőle az ékkövet, s ahogy lelövi, véletlenül darabokra töri a Sikon no Tamát is. Mivel Kikjó óta csak ő képes távolról is érzékelni az ékkő jelenlétét, Kagoméra hárul a feladat, hogy összegyűjtse és megóvja a szilánkokat. Eleinte sokat nyafog a forró fürdő hiánya, a szabad ég alatt való alvás, az egyszerű ételek és olykor undorító szellemek miatt, ráadásul Inujasával sem jönnek ki jól, de gyengeségét kellő harciassággal ellensúlyozza: a fekszik (japánul oszuvari) varázsigével bármikor ártalmatlaníthatja Inujasát; de Jura, a hajszálakat irányító boszorkány szívét is ő zúzza össze, és ő lesz az, aki képes kihúzni a Tesszaigát, Inujasa apjától örökölt kardját a sziklából.
Fejlődése a hónapokig tartó utazás közben indul meg, személyisége sokat változik. Egy idő után megszokja a feudális Japánt, kevesebbet nyafog, és egyre nagyobb spirituális erőre tesz szert. Bátorságát és erejét Inujasa és Miroku is elismeri, amikor szembe száll a gonosz félszellemmel, Narakuval, és nyilával súlyosan megsebesíti őt. Hirtelen haragú természetének sokszor Inujasa válik az áldozatává; a lány által kiadott “fekszik” parancs, és a félszellemet földre kényszerítő nyaklánc a sorozat egyik fő komikumát adja. Általában Kagome tesz rendet Inujasa és Sippó vitájában. Gyakran túlzásba esik, és indokolatlanul sokat használja a varázsigét, ami a harmadik animációs filmben a konfliktus egyik fő forrásává válik. Mindezek ellenére Inujasa és Kagome kapcsolata a történet előrehaladtával egyre mélyül.

### Kapcsolata másokkal

#### Kagome és Kikjó
Inujasa és Kikjó ötven éve egy párt alkottak, azonban Naraku gonosz cselszövése által meggyűlölték egymást. Kikjó belehalt a Narakutól szerzett sebekbe, ám előbb még a Szent Fához szegezte Inujasát. Egy boszorkány Kikjó hamvait és Kagomét felhasználva visszahozta a papnőt az életbe, így a szerelmesek kaptak még egy esélyt, hogy rendbe hozzák a kapcsolatukat, ami megnehezíti Kagome és Inujasa bimbódzó szerelmét. Kagome elfojtott féltékenysége a 18. kötetben előtör, amikor azt kívánja, a papnő bár ne létezne. Kagome a kezdetektől fogva próbált empatikusan viszonyulni a halálból visszatérő Kikjóhoz, ugyanakkor makacsul állította, hogy ő nem Kikjó, hanem Kagome, és mindig bosszantotta, ha a papnőhöz hasonlították. Azonban, amikor rádöbben, hogy szerelmes Inujasába, már elismeri, hogy Kikjó reinkarnációja, ezáltal arra is rájön, hogy a szíve a sajátja, és ugyanúgy érez, mint ő: mindketten Inujasa mellett akarnak lenni.
Kagome féltékenysége Kikjó jellemfejlődésével együtt enyhülni látszik. Hogy Naraku megszerezze Kagome ékkő-érzékét, Kikjó halálhírével elcsalja mellőle Inujasát (Kagome maga mondja, hogy menjen, mivel látja, mennyire szenved a kétes halálhírtől a félszellem). Akago, az a csecsemő, akiben Naraku szíve van, eközben foglyul ejti Kagomét; megleli a lány lelkében a sötétséget, és próbálja ráébreszteni őt, hogy Kikjó halálhírétől valójában megkönnyebbült, és gyűlöli Inujasát, amiért a papnő halála után is csak rá gondol. Kagome beismeri, hogy dühös Inujasára és féltékeny Kikjóra, fájdalmas számára a kapcsolatuk, ám ezek teljesen természetes, emberi érzések, és elfogadja ezt, mert szereti Inujasát.
Később, amikor Naraku megtámadja Kikjót, Kagome még a saját életét is kockára teszi, hogy megmentse a papnőt. Ez nem sikerül neki, Kikjó haláláért Kagome magát okolja, és elismeri Kikjó lelkének melegségét. Kikjó rá hagyja az íját, amivel Kagome később szembeszáll Narakuval.

### Képességei és készségei
Úgy tartják, hogy Kagome Kikjó papnő reinkarnációja, ezért hasonlítanak külsőleg annyira egymásra, és ez magyarázza meg Kagome spirituális erejét is. Utazásaik során bármerre járnak, különös ruhái ellenére Kagomét mindenhol papnőnek nézik.
- Spirituális erő: ereje vetekszik Kikjóéval. Képes az ártó varázslatok leküzdésére, az illúziótechnikák megszüntetésére, védőmezők semlegesítésére. Az anime első részében egyetlen érintésével ártalmatlanítja a százlábú démonnőt.
- Tisztító erő: Kagome messziről látja és megérzi a gonosz aurát, és érintésével képes megtisztítani azt. A beszennyezett ékkövet is meg tudja tisztítani a gonoszságtól.
- Ékkő-érzék: ő és Kikjó hatalmas távolságokból is képesek érzékelni, pontosan merre található a legközelebbi ékkőszilánk. Kagome ezért pótolhatatlan tagja Inujasa csapatának. Kapcsolatuk kezdetén Kagoménak rosszul esik, hogy a félszellem számára ő „csak egy ékkőkereső”.[21]
- Szent nyíl: Bár Kikjó íjászbajnok volt, Kagome számára eleinte gondot okoz a pontos célzás. Idővel azonban belejön, és nagy távról is képes lesz mesterien lőni. Ez Kagome fő ereje. A megtisztító erejét a nyílba vezetve is képes használni, ez jól jön védőakadályok feltörésekor, vagy a gonosz aura semlegesítésénél.

## Megjelenése a manga- és animesorozaton kívül
Kagome és Inujasa megjelennek a Rumic World-ben is, ami egy rövid crossover a Ranma ½, az InuYasha és az Uruszei Jacura szereplőiről. Ez a rövid videó a Weekly Shounen Sunday „Rumic World” múzeum megnyitójaként jelent meg, mellyel Takahasi Rumiko munkásságát ünnepelték.
Ők ketten szintén szerepelnek az Uruszei Jacura egy speciális epizódjában (ザ障害物水泳大会; Hepburn-átírással: Urusei Yatsura: Za Shougaibutsu Suiei Taikai), melyben Ataru a bevezetőben Kagomét próbálja felcsípni.
Találkozhatunk Kagoméval a 3.11 o Vaszurenai Tame ni Heroes Comeback (3.11を忘れないために ヒーローズ・カムバック; Hepburn: 3.11 wo Wasurenai Tame ni Heroes Comeback; egyéb címei: Heroes Come Back, Cyborg 009, Inuyasha Special, Ore shika Inai: Kuroi Nami wo Norikoete) című mangagyűjteményben is, amely különböző mangák speciális fejezeteit rendezi csokorba. Ezt a mangát a Kelet-Japánt megrázó, nagy 2011-es földrengési károk enyhítésére szervezett projekt keretében publikálták.

## Kritikák és a szereplő megítélése

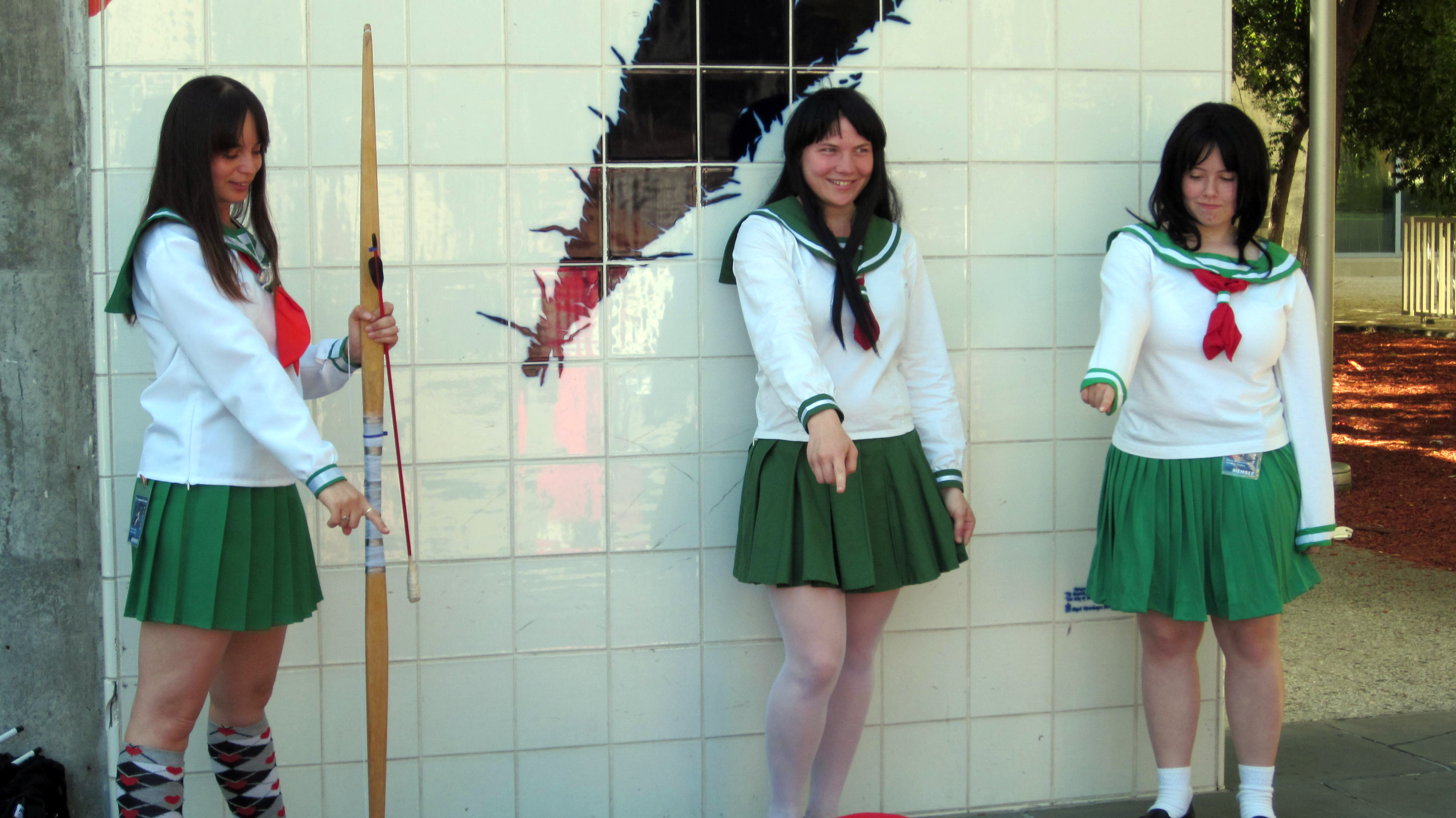
Kagomét cosplayező lányok a FanimeConon. 2010. május 30.

Hidaka Noriko szerint Kagome egy nagyszerű karakter, egy tipikus Takahasi-hős, bár akaratlan is Takahasi másik népszerű főhősnőjéhez, Tendó Akanéhoz hasonlította. Nem csak a szeijú, hanem a rajongók is megfigyelték a két lány közti hasonlóságot; többek szerint az InuYasha manga elején Kagome nagyon hasonlított Akanéra, és csak később, a történet előrehaladtával lehetett jobban elvonatkoztatni őket egymástól. A hasonlóság nem csak külsőségekben figyelhető meg: mind a két lány szoros szeretlek-gyűlöllek viszonyban áll a főszereplővel (Kagome Inujasával, Akane Ranmával), továbbá mindketten temperamentumosak, de jó szívűek. Viszont Akane ingerlékenyebb, mint Kagome, és Inujasa és Kagome kapcsolata is közvetlenebb.
Sokkal nagyobb külső hasonlóság figyelhető meg Kagome és a Ranma ½ egy másik szereplője, Unrjú Akari közt.
Az InuYasha angol szinkronhangjaival készített interjúban a Kagomét alakító Moneca Stori azt nyilatkozta, azért szerette őt játszani, mert idealisztikus, harcias és eltökélten a jót akarja cselekedni. Azt is szereti a karakterében, hogy sokat gondolkodik, vívódik; akkor és ott helyben találja ki, mire vágyik, mit akar. A forgatásokon élvezte, amikor bement és hallotta (valószínűleg a japán szinkronra gondol), hogy mások hogyan oldották meg ugyanazokat a karaktereket. A vicceket és a párbeszédeket külön kiemelte, mint a sorozat pozitívumait. Az egyetlen, amit negatívumként fel tudott hozni, hogy nem szerette Kagome ruháját, mert túl lenge.
A manga- és animesorozat mellett Kagome megjelenik még az InuYasha alapján készült videojátékokban és az animációs filmekben is. Népszerűségének köszönhetően számos őt mintázó reklámtermék jelent meg, mint plüssfigurák, kulcstartók, figurák, ékszerek és telefondíszek. Még Kagome iskolai egyenruháját is meg lehet vásárolni egy cosplayhez.

## Fordítás
- Ez a szócikk részben vagy egészben a List_of_InuYasha_characters#Kagome_Higurashi című angol Wikipédia-szócikk ezen változatának fordításán alapul.  Az eredeti cikk szerkesztőit annak laptörténete sorolja fel. Ez a jelzés csupán a megfogalmazás eredetét és a szerzői jogokat jelzi, nem szolgál a cikkben szereplő információk forrásmegjelöléseként.
- Ez a szócikk részben vagy egészben  a(z)   日暮かごめ című japán Wikipédia-szócikk fordításán alapul.  Az eredeti cikk szerkesztőit annak laptörténete sorolja fel. Ez a jelzés csupán a megfogalmazás eredetét és a szerzői jogokat jelzi, nem szolgál a cikkben szereplő információk forrásmegjelöléseként.